# Selma do Coco
Selma Ferreira da Silva (Vitória de Santo Antão, 10 de dezembro de 1935 - Paulista, 9 de maio de 2015), conhecida como Dona Selma do Coco ou simplesmente Selma do Coco, foi uma cantora e compositora brasileira.

## Antes da fama
Nascida na zona da Mata de Pernambuco, Selma travou conhecimento com a música tradicional pernambucana, em especial o coco de roda, desde a infância, nas festas juninas que frequentava com seus pais.
Aos 10 anos, mudou-se com a família para Recife. Casou-se muito jovem e ficou viúva aos 30 anos. Selma teve três filhos, uma menina que morreu ainda bebê e outros dois homens, que também já faleceram. A cantora ainda criou mais catorze sobrinhos, todos considerados filhos. Dos demais, 10 morreram recém-nascidos, dois durante o parto e um em um acidente de caminhão, que também vitimou seu marido. Além dos filhos, também ajudou na criação de quatro sobrinhos. 
Passou 15 anos no bairro da Mustardinha, ainda no Recife. De lá foi morar em Olinda, onde vendia tapioca. Para atrair os turistas e aumentar as vendas, cantava o coco enquanto trabalhava. Selma do Coco teve contato com a música tradicional pernambucana ainda criança, nas festas juninas que frequentava com os pais. Casou-se e teve 14 filhos, dos quais apenas um chegou à vida adulta. 
Já viúva, mudou-se para Olinda. No Alto da Sé, cantava o coco enquanto trabalhava com a venda de tapiocas. A cantoria, inicialmente solitária, aos poucos se transformou em rodas de coco, realizadas no fundo do quintal da casa da artista. “Aos poucos, as pessoas foram gostando, as rodas ficaram cada vez mais cheias e assim minha avó foi ficando conhecida”, conta a neta Raquel Marta, 37 anos.

## Consagração
Nos anos 90, foi descoberta pelos jovens do movimento Manguebeat, como Chico Science, que começaram a elogiar suas músicas. Passou a se apresentar em festas populares, nas quais vendia fitas cassete gravadas artesanalmente com suas músicas.
Em 1996, apresentou-se pela primeira vez para um grande público, no festival Abril Pro Rock. No ano seguinte, seu coco A Rolinha fez sucesso no carnaval de Recife e Olinda.
Gravou seu primeiro CD, Minha História, em 1998, com músicas compostas em parceria com Zezinho. A gravação lhe valeu no ano seguinte o Prêmio Sharp.
Nos anos seguintes, apresentou-se no Festival Lincoln Center, em Nova York, e no Festival de Jazz de Nova Orleans, além de fazer shows na Alemanha, França, Bélgica, Espanha, Suíça e Portugal. Durante a excursão pela Europa, atendendo a um convite do Instituto Cultural de Berlim, gravou o disco Heróis da Noite, ao lado de cantores africanos.
É um dos Patrimônios Vivos de Pernambuco.
Dos vários CDs produzidos, foi com Minha História, gravado na Alemanha e depois lançado pela Paradoxx em 1998, que conquistou o Prêmio Sharp de 1999, concedido à música de mesmo título do disco. Há, ainda, na discografia, Coco de Roda, o elogio da festa, gravado ao vivo em Olinda em 1996 e, após masterização na Bélgica, ficou pronto em 1999. Em 2000, o filho Zezinho fez a produção geral e direção musical do disco Jangadeiro. Outro trabalho é Raízes da cultura, gravado em Olinda e lançado em 2003. Dona Selma: bodas de ouro em coco, com faixa multimídia, foi gravado e produzido entre 2008 e 2009. Há, ainda, a registrar a participação em várias coletâneas. Todos os discos são independentes, sempre sob a coordenação do incansável Zezinho, à época único filho vivo, lamentavelmente falecido em abril de 2010.

## Discografia

### Minha História
O primeiro CD foi lançado em 1998, pela gravadora Paraddoxx. Faixas:
1. Minha História (Dona Selma Do Coco / Zezinho)
2. Odete (Dona Selma Do Coco / Zezinho)
3. A Rolinha (Dona Selma Do Coco / Zezinho)
4. Dá-lhe Manoel (Dona Selma Do Coco / Zezinho)
5. Santo Antônio (Dona Selma Do Coco / Zezinho)
6. Areia (Dona Selma Do Coco / Zezinho)
7. Ô Moreninha Do Dente De Ouro (Dona Selma Do Coco / Zezinho)
8. Peixe Desconhecido (Dona Selma Do Coco / Zezinho)
9. Coco Para Barreiros (Dona Selma Do Coco / Zezinho)
10. Coco Para Berlim (Dona Selma Do Coco / Zezinho)
11. Submarino Alemão (Dona Selma Do Coco / Zezinho)
12. Encerramento (Dona Selma Do Coco / Zezinho)

### Jangadeiro
Em 2004, Selma do Coco gravou seu segundo CD, com as músicas:
1. Chamada para Dona Selma
2. Jangadeiro
3. Rolinha 2
4. Tuninha
5. Cabo de Santo Agostinho
6. Meu sabiá
7. Fazendo vento
8. Usina maravilha
9. Mano
10. Cordão de prata
11. O que é que Selma tem
12. Itapissuma
13. Eu vou pra Olinda
14. Não erre, cantador[11]

### Participações em coletâneas
- Heróis da Noite
- Cultura Viva
- Pernambuco em Concerto

## Morte
Selma do Coco faleceu aos 85 anos em 8 de maio de 2015, no Hospital Miguel Arraes, em Paulista, na Região Metropolitana do Recife. De acordo com nota divulgada pela unidade de saúde, ela morreu depois de ter sofrido "uma parada cardíaca, sendo reanimada, e seguida por falência múltipla de órgãos". Ela ficou internada na unidade de saúde por 28 dias, para onde foi levada após fraturar o fêmur.